# 維姆西

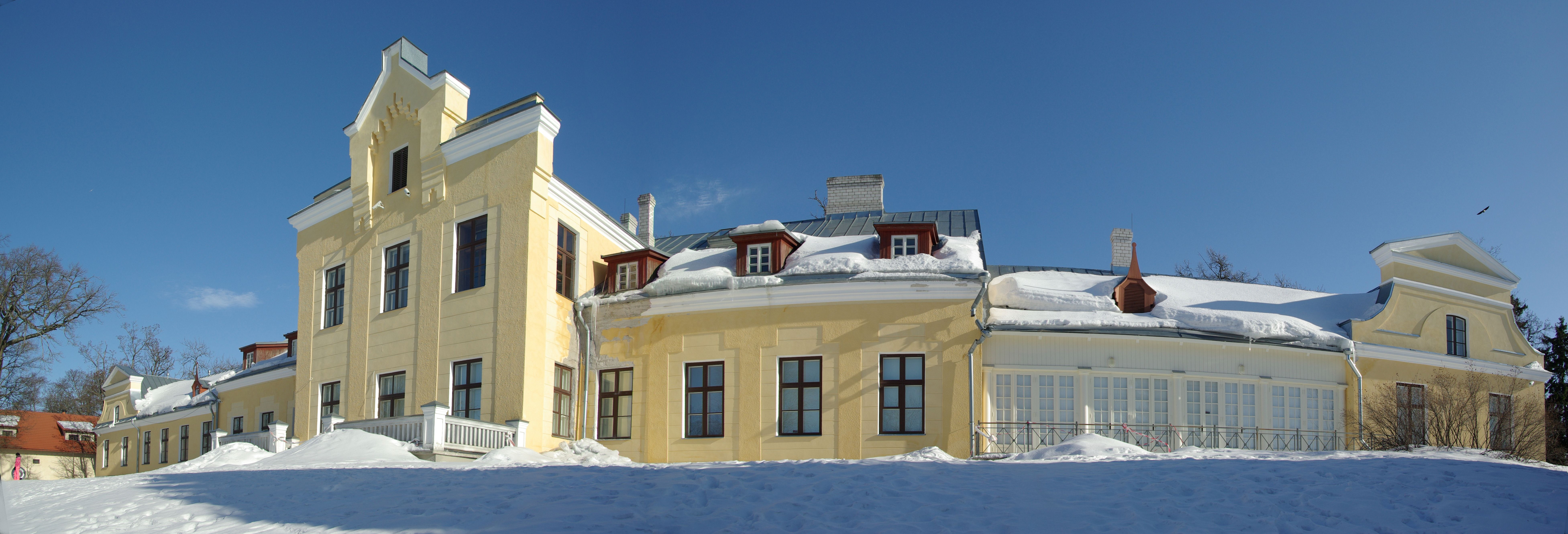
维姆西庄园

維姆西，是愛沙尼亞哈爾尤縣維姆西市镇的小鎮及其行政中心，位於該國北部，距離首都塔林9公里，面積1.62平方公里，2011年人口2,341，人口密度每平方公里1,445人。